# Эйрик Хаконссон

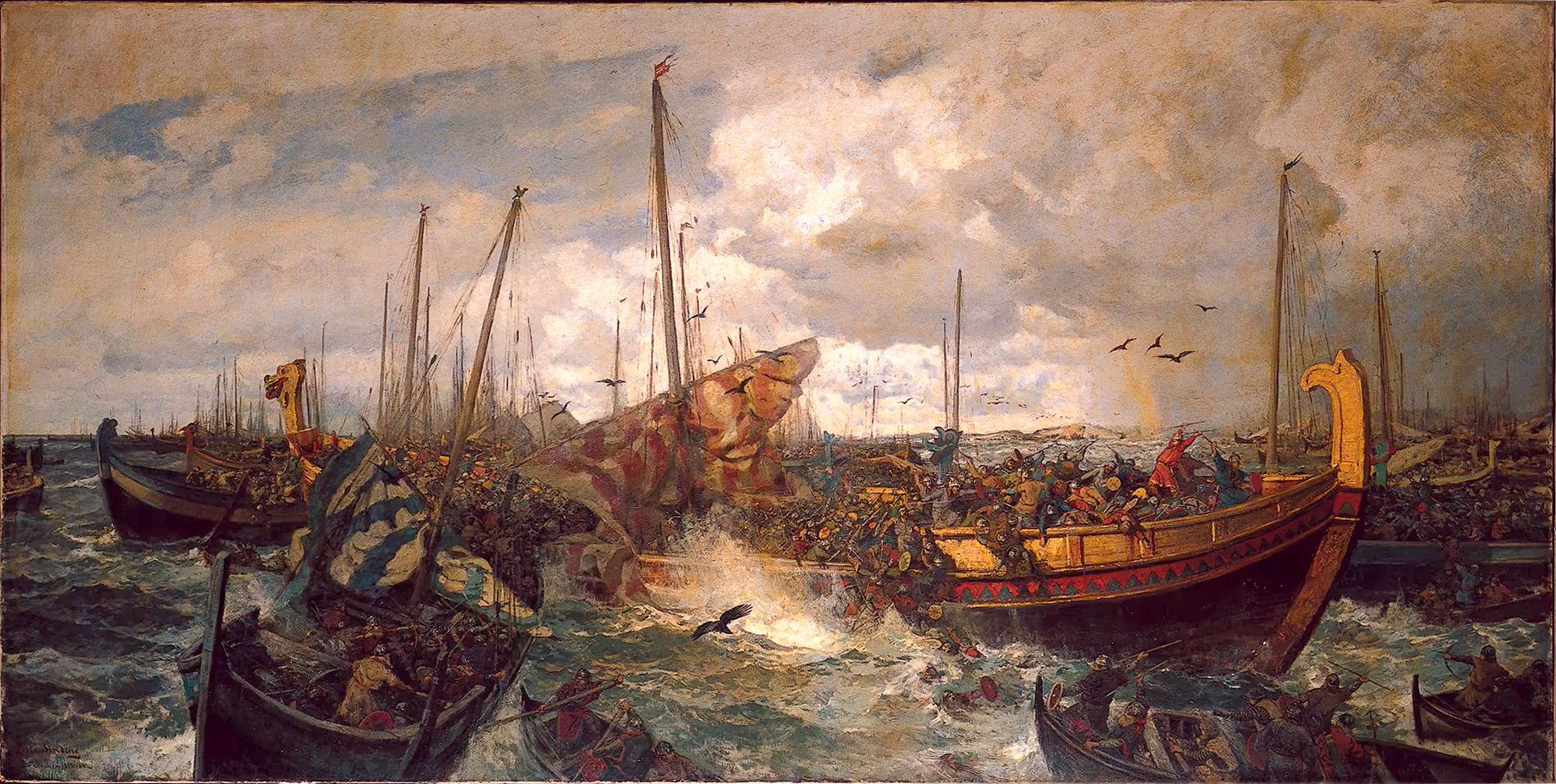
Отто Синдинг «Битва у Свольдера»

Эйрик Хаконссон (или Хаконарсон; норв. Eirik Håkonsson; 957—1024) — хладирский ярл, правитель Норвегии c 1000 по 1014 год под центральной властью Свена Вилобородого, эрл Нортумбрии с 1016 по 1024 год, незаконнорожденный сын Хакона II Могучего, отец Хакона Эйриксона, брат Свейна Хаконссона.
Родился в 957 году (по другим источникам — разные даты около 960 года). Сын ярла Хакона Могучего, фактического правителя Норвегии в 970—995 годах, и его наложницы. Отец Эйрика не принимал участия в воспитании сына. В 995 году Олаф Трюггвасон захватил власть в Норвегии, Эйрик был вынужден бежать в Швецию.
Ходил с грабежами на Русь, в которой правил Владимир I Святославич, известен факт нападения Эйрика на Ладогу в 997 году.
В 1000 году напал на флот Олафа Трюггвасона, который погиб в этой битве при Свольдере. После гибели Олафа Эйрик в качестве вассала Свена Вилобородого, короля Дании, стал фактическим правителем Норвегии совместно со своим братом Свейном (правившим от имени шведского короля  Олафа Шётконунга.
В 1014 году отправился в поход Кнуда Великого в Англию, оставив правление Норвегией на сына (и фактически — на брата). В 1016—1024 годах — эрл Нортумбрии и граф Йорка. Умер около 1024 года.
Женой Эйрика была Гида Свендоттир, дочь короля Свена Вилобородого. От этого брака у него был сын Хакон Эйриксон.